# Moruya Airport
Moruya Airport är en flygplats i Australien. Den ligger i kommunen Eurobodalla och delstaten New South Wales, i den sydöstra delen av landet, omkring 250 kilometer sydväst om delstatshuvudstaden Sydney.
Trakten är glest befolkad. Närmaste större samhälle är Moruya, nära Moruya Airport. 
I omgivningarna runt Moruya Airport växer i huvudsak städsegrön lövskog. Genomsnittlig årsnederbörd är 1 370 millimeter. Den regnigaste månaden är mars, med i genomsnitt 189 mm nederbörd, och den torraste är juli, med 28 mm nederbörd.